# 无名烈士老山插旗

无名烈士老山插旗

《无名烈士老山插旗》是一张表现中越战争后两山战役中的攝影作品。照片表现了老山战场上一面红旗在硝烟中飘摇的情形。这张照片在中国常常与美军士兵在硫磺岛竖起国旗和帝国国会升旗两幅插旗照片相提并论。该照片最初发表时注释称旗手已经阵亡，但后来有人称该旗手还活着，称该旗手叫何天华。
2015年，退伍军人赵利滨称他是该照片的作者，是他在1987年在配合拍摄战场纪实片《战士万岁》时拍摄的，并非战争的真实画面。有人指出，因宣传需要摆拍存在于很多国家，美军士兵硫磺岛插旗照和苏军士兵柏林国会大厦插旗照也都是摆拍。